# Breve historia de México
Breve historia de México es una obra publicada en 1937 por el escritor, filósofo, académico y político mexicano José Vasconcelos Calderón, candidato presidencial en 1929. En esta obra, Vasconcelos mantiene una postura de narración de hechos históricos pero a la vez de enfrentamiento al oficialismo, reclamando la vuelta a los verdaderos valores revolucionarios, que según Vasconcelos habían sido traicionados, y presenta una revisión de la historia nacional. Es una de las obras hispanistas de historia mexicana y latinoaméricana más importantes.

## Descripción
La obra manifiesta una crítica a la versión establecida por los gobiernos posrevolucionarios de la historia de México, a los que califica de proestadounidenses y antihispánicos, además de ser traidores a México. Vasconcelos afirmaba que la historia de México ha sido manipulada por «manos extrañas», particularmente en favor de los intereses de Estados Unidos y de Inglaterra y en perjuicio de los mexicanos, a quienes se los ha engañado por medio de gobernantes republicanos establecidos en México directamente por y con la aprobación de Washington. Además de crear una ideología antiespañola para culpar a los españoles de los problemas de México, en lugar de reconocer a los estadounidenses y los ingleses, que eran los verdaderos enemigos de México y de España, y que actuaban por medio de los gobiernos liberales.

«Y el más grave daño moral que nos han hecho los imperialistas nuevos es el habernos habituado a ver en Cortés un extraño. A pesar de que Cortés es nuestro, en grado mayor de lo que puede serlo Cuauhtemoc. La figura del Conquistador cubre la patria del mexicano, desde Sonora hasta Yucatán y mas allá en los territorios perdidos por nosotros, ganados por Cortés. En cambio, Cuauhtemoc es, a lo sumo, el antepasado de los otomies de la meseta de Anahuac, sin ninguna relación con el resto del país».
José Vasconcelos

En Breve historia de México, Vasconcelos fue un fuerte defensor de los valores hispanos y del legado español en México y los países iberoamericanos y criticó la interferencia angloamericana durante y después de la independencia de las colonias españolas en América. Para Vasconcelos, tanto el Virreinato de Nueva España, el Virreinato del Perú, el Virreinato del Río de la Plata y el Virreinato de Nueva Granada no eran colonias reales, sino reinos independientes, autónomos dentro de la Gran España y estableció que estos virreinatos eran el origen de los países actuales iberoamericanos mientras que las civilizaciones prehispánicas de Aztecas, Mayas e incas no fueron el origen real sino un elemento cultural y étnico que creó un Mestizaje etnocultural durante el período colonial, y que los gobiernos liberales posteriores a la independencia lo usarían como un instrumento político, cuya negación de la Hispanidad sería justificada por la valoración de los movimientos de independencia, que a la luz de la historiografía indigenista, debe aparecer como una reconquista de la libertad nacional.
La obra además critica las injerencias angloamericanas durante y después de la independencia de las colonias españolas en América, acuñando el término «poinsetismo», originado en referencia a Joel Roberts Poinsett, para designar cualquier acto de injerencia política o cultural de Estados Unidos en México o Latinoamérica Poinsett fue el primer agente especial de Estados Unidos en el México independiente. Vasconcelos acusó al poinsetismo de traición al país en favor de los intereses de Estados Unidos, el Plan Poinsett, que tenía varios objetivos, entre ellos debilitar la economía y las instituciones mexicanas para crear divisiones nacionales y guerras civiles, favoreciendo la anexión a Estados Unidos de los territorios de Texas, California y Nuevo México. Vasconcelos establece que estos agentes estadounidenses e ingleses actuarían de la misma manera a lo largo de Latinoamérica. «Cuando nos faltó España, ocurrió el desastre del 47». Menciona que el liberal Valentín Gómez Farías fue instrumental en el desarrollo de estas reformas, a las que califica de antimexicanas, que posteriormente fueron aplicadas por Benito Juárez, favorables en primer lugar a Estados Unidos. Criticó a los agentes poinsetistas y gobiernos liberales de crear el mito «indigenista», el cual decía era un disfraz del anglosajonismo, cuyo concepto antiespañol y anticatólico tenía como fin debilitar la identidad nacional, causar divisiones entre indígenas, mestizos, criollos y españoles, atacar a las instituciones eclesiásticas y favorecer el protestantismo. Sobre el indigenismo y antiespañolismo posrevolucionario los define como un mito inventado por «Prescott y los historiadores norteamericanos», que lo defienden los agentes indirectos del protestantismo que quieren borrar toda huella de todo lo español en América. De igual manera condena la leyenda Negra creada por los países anglosajones para denigrar y desprestigiar a España y todos sus aportes culturales, incluyendo la integración de los indígenas en la civilización occidental, la formación de nuevos países y la expansión de la lengua castellana y el catolicismo. Vasconcelos afirmaba que los indígenas no querían la independencia de México, y que los principales promotores de la misma eran criollos como Miguel Hidalgo, que habían sido influenciados por «ideas ajenas» inculcadas por los enemigos de España. 
Vasconcelos elogia el papel del ministro de Asuntos Exteriores, Lucas Alamán, quien buscaba la reconciliación con España y el fortalecimiento, integración, unidad y alianza de las recién independientes naciones iberoamericanas, plan que simpatizaba con Simón Bolívar. Sin embargo, estaba en desacuerdo con este último en cuanto a la inclusión de Estados Unidos. Sobre la alianza hispanoamericana, menciona Vasconcelos, habría sido posible evitar la injerencia de Estados Unidos e Inglaterra en el continente.
El conflicto hispanófobo de origen anglosajón predomina para Vasconcelos como eje de la historia con los acontecimientos posteriores y a causa de la independencia. Traza sus raíces al menos desde el siglo XVI en Europa, y luego se extendería al Nuevo Mundo, donde la enemistad se prolonga hasta nuestros días, originándose con el anticatolicismo en Gran Bretaña como parte de las Reformas inglesas e irlandesas bajo el Rey Enrique VIII y la Reforma escocesa liderada por John Knox, dicho anticatolicismo británico se expandiría luego en un sentimiento antiespañol, para posteriormente ser homologado y exportado a los Estados Unidos. Actuando a través de agentes a lo largo de la América española es como tuvieron éxito en sembrar discordias y crear divisiones. En el continente americano, además de la guerra de 1847 con Estados Unidos y la pérdida de los territorios de México o la derrota de España en 1898 y también la pérdida de Cuba, Puerto Rico y Filipinas, Vasconcelos representa la expansión de Estados Unidos como una extensión de las guerras y derrotas entre británicos y latinos. Menciona que «en Europa, se definió la primera etapa del profundo conflicto y nos tocó perder».

«El nuevo Congreso, dominado por secuaces de Poinsett, excitaba a Comonfort a que no contemporizara. Un antiguo lacayo de Santa Anna, don Miguel Lerdo de Tejada, formuló una ley de desamortizacion de bienes de corporaciones. Postuló dicha ley el principio absurdo, jamás puesto en práctica en pueblo alguno civilizado, de que las corporaciones privadas no podrían poseer bienes raíces. Con esto quedaban destruidas fundaciones privadas, colegios, universidades, hospitales. Nada de esto importaba a la furia jacobina atizada desde Nueva Orleans. Se usó la palabra corporaciones para disimular el odio religioso, pero con la certidumbre de que casi todas las corporaciones eran de carácter eclesiástico».
José Vasconcelos

Sobre la Guerra de Reforma y a través de la aplicación de las leyes de reforma, que causaron la destrucción de instituciones educativas que había en México (en ese entonces a cargo de la iglesia), aumentado el número analfabetas, además de muchos hospitales y conventos que fueron saqueados y destruidos. Según Vasconcelos el analfabetismo era parte del Plan Poinsett para frenar el progreso de la nación. 
Reconoce que Estados Unidos seguirá actuando por medio de agentes especiales y embajadores a lo largo del siglo XX, a quienes llama poinsetistas, como Henry Lane Wilson (acusado de planear el asesinato de Francisco I. Madero) y Dwight Morrow (a quien Vasconcelos llama «el Poinsett más eficaz del siglo XX»), para conseguir sus planes de división, guerras civiles y la aplicación de reformas neoliberales que serían las responsables de traer la ruina a la economía de México, alejándose los objetivos de la Revolución mexicana de 1910. Uno de los otros objetivos que tenían, afirma, era la aplicación de la reforma agraria, que afectó considerablemente al campo mexicano, haciendo al país todavía más dependiente de Estados Unidos. Reprocha, además, de fraude electoral la elección de 1929, de la cual él fue candidato independiente, que llevó a la presidencia a Pascual Ortiz Rubio, del partido PNR.